# Mirko Cuderman
Mirko Cuderman, slovenski dirigent, zborovodja, muzikolog in duhovnik, * 18. julij 1930, Tupaliče, † 27. februar 2025.
Po končani teološki fakulteti v Ljubljani je študiral na dunajski Akademiji za glasbeno in gledališko umetnost ter na Filozofski fakulteti, kjer je leta 1960 tudi doktoriral. Po vrnitvi v Ljubljano je bil do leta 1970 regens cori ljubljanske stolnice. Takrat pa ga je Slovenska filharmonija zaposlila kot vodja arhiva. Leta 1968 je ustanovil Consortium musicum, ki se kot vrhunski amaterski zbor že več kot tri desetletja posveča izvajanju vokalno instrumentalne in a cappella glasbe. V osemdesetih letih je sprejel mesto dirigenta Komornega zbora RTV Slovenija. V tem obdobju je postal tudi predavatelj za zborovsko literaturo, izvajalsko prakso in dirigiranje na Akademiji za glasbo v Ljubljani. Na njegovo pobudo in pod okriljem Ministrstva za kulturo RS je bil leta 1991 ustanovljen Slovenski komorni zbor, katerega umetniški direktor in zborovodja je še danes. Od leta 2000 do 2008? je bil umetniški vodja Slovenskega okteta, nato njegov častni član.   
Je dobitnik številnih domačih in tujih priznanj, tudi Prešernove nagrade za življenjsko delo (2022).